# Viggo Dibbern
Viggo Valdemar Dibbern (Frederiksberg, Hovedstaden, 10 de juliol de 1900 – Herlev, 30 de gener de 1982) va ser un gimnasta artístic danès que va competir a començaments del segle xx.
El 1920 va prendre part en els Jocs Olímpics d'Anvers, on va guanyar la medalla d'or en el concurs per equips, sistema lliure del programa de gimnàstica.